# Shayne Pattynama
Shayne Elian Jay Pattynama (Lelystad, 11 agosto 1998) è un calciatore olandese naturalizzato indonesiano, difensore del Buriram Utd e della nazionale indonesiana.

## Biografia
Pattynama ha origini indonesiane tramite il padre, che è di discendenze moluccane dell'isola Haruku e nato a Semarang, Giava Centrale.

## Carriera

### Club
Pattynama ha giocato nelle giovanili dello SV Lelystad '67, dell'Ajax e dell'Utrecht. Ha esordito per lo Jong Utrecht, in Eerste Divisie, in data 21 agosto 2017: è stato schierato titolare nella sconfitta casalinga per 0-3 contro il TOP Oss. L'11 febbraio 2019 ha trovato la prima rete in squadra, nella sconfitta interna per 2-4 contro il Go Ahead Eagles.
Nell'estate 2019, Pattynama è stato tesserato dal Telstar. Ha debuttato con la nuova maglia il 18 ottobre seguente, impiegato da titolare nella vittoria interna per 1-0 sull'Almere City. Il 17 gennaio 2020 ha segnato il primo gol, nel 3-3 sul campo dell'Excelsior.
Il 16 marzo 2021 è stato ufficializzato il suo approdo in Norvegia, al Viking: ha firmato un contratto triennale. Ha giocato la prima partita in Eliteserien il successivo 13 maggio, subentrando a Veton Berisha nella sconfitta per 5-0 subita in casa del Rosenborg. Il 13 giugno 2021 ha siglato la prima rete nella massima divisione locale, in una vittoria per 4-1 sul Vålerenga.
Il 7 dicembre 2023 è stato reso noto che non avrebbe rinnovato il contratto in scadenza con il Viking e si sarebbe pertanto svincolato dal 1º gennaio 2024.

### Nazionale
In virtù delle sue origini, Pattynama avrebbe potuto rappresentare sia i Paesi Bassi che l'Indonesia, accettando la convocazione di quest'ultima. Il 24 gennaio 2023 ha ufficialmente ottenuto la cittadinanza indonesiana, rendendosi eleggibile per la nazionale.
A marzo 2023, Pattynama è stato convocato dal commissario tecnico Shin Tae-yong per due amichevoli da disputarsi contro il Burundi. È stato poi escluso dalla lista dei convocati a causa di alcuni problemi burocratici legati al processo di trasferimento di federazione del calciatore.
Il 27 maggio 2023 è stato quindi nuovamente convocato dall'Indonesia per due sfide amichevoli, da disputarsi contro Palestina e Argentina. Ha trovato l'esordio in nazionale in data 19 giugno, nella sconfitta per 0-2 arrivata contro l'Argentina.

## Statistiche

### Presenze e reti nei club
Statistiche aggiornate al 10 gennaio 2024.
| Stagione            | Club                | Campionato          | Campionato | Campionato | Coppe nazionali | Coppe nazionali | Coppe nazionali | Coppe continentali | Coppe continentali | Coppe continentali | Supercoppe | Supercoppe | Supercoppe | Totale | Totale |
| Stagione            | Club                | Comp                | Pres       | Reti       | Comp            | Pres            | Reti            | Comp               | Pres               | Reti               | Comp       | Pres       | Reti       | Pres   | Reti   |
| ------------------- | ------------------- | ------------------- | ---------- | ---------- | --------------- | --------------- | --------------- | ------------------ | ------------------ | ------------------ | ---------- | ---------- | ---------- | ------ | ------ |
| 2017-2018           | Jong Utrecht        | 1D                  | 17         | 0          | -               | -               | -               | -                  | -                  | -                  | -          | -          | -          | 17     | 0      |
| 2018-2019           | Jong Utrecht        | 1D                  | 24         | 1          | -               | -               | -               | -                  | -                  | -                  | -          | -          | -          | 24     | 1      |
| Totale Jong Utrecht | Totale Jong Utrecht | Totale Jong Utrecht | 41         | 1          |                 | -               | -               |                    | -                  | -                  |            | -          | -          | 41     | 1      |
| 2019-2020           | Telstar             | 1D                  | 18         | 1          | CO              | 2               | 0               | -                  | -                  | -                  | -          | -          | -          | 20     | 1      |
| 2020-mar. 2021      | Telstar             | 1D                  | 27         | 4          | CO              | 1               | 0               | -                  | -                  | -                  | -          | -          | -          | 28     | 4      |
| Totale Telstar      | Totale Telstar      | Totale Telstar      | 45         | 5          |                 | 3               | 0               |                    | -                  | -                  |            | -          | -          | 48     | 5      |
| 2021                | Viking              | ES                  | 24         | 2          | CN              | 5               | 0               | -                  | -                  | -                  | -          | -          | -          | 29     | 2      |
| 2022                | Viking              | ES                  | 18         | 0          | CN              | 4               | 0               | UECL               | 6                  | 0                  | -          | -          | -          | 28     | 0      |
| 2023                | Viking              | ES                  | 28         | 1          | CN              | 4               | 0               | -                  | -                  | -                  | -          | -          | -          | 32     | 1      |
| Totale Viking       | Totale Viking       | Totale Viking       | 70         | 3          |                 | 13              | 0               |                    | 6                  | 0                  |            | -          | -          | 89     | 3      |
| gen.-giu. 2024      | Eupen               | D1                  | 0          | 0          | CB              | 0               | 0               | -                  | -                  | -                  | -          | -          | -          | 0      | 0      |
| Totale              | Totale              | Totale              | 156        | 9          |                 | 16              | 0               |                    | 6                  | 0                  |            | -          | -          | 178    | 9      |